# Capa y espada (género)

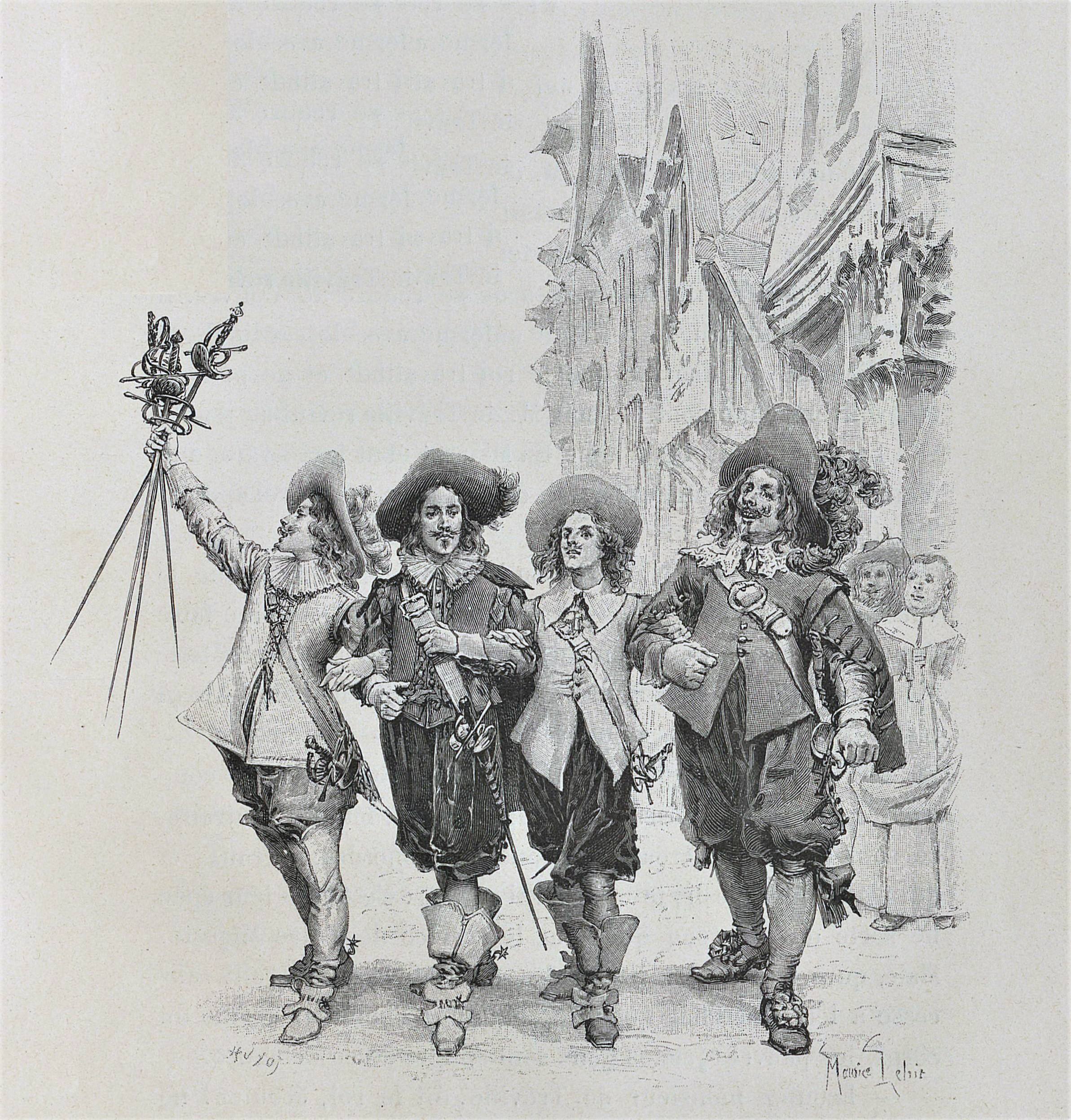
D'Artagnan y los Tres Mosqueteros.

El género de capa y espada (en inglés: swashbuckling, término referido en ese idioma a un espadachín fanfarrón o extravagante) es un género de la literatura de aventuras europea que se centra en un protagonista heroico que es hábil en el manejo de la espada, acrobacias, astucia y en los ideales caballerescos. Este personaje tipo de capa y espada es heroico, atrevido e idealista: rescata damiselas en apuros, protege a los oprimidos y se bate en duelos para defender su honor o el de una dama, o para vengar a un camarada. Estos espadachines con frecuencia toman parte en aventuras románticas y atrevidas, y lo hacen con bravuconería o extravagancia. Los héroes de capa y espada son caballerosos aventureros, que visten de manera elegante y extravagante con abrigos, chalecos, pantalones ajustados, grandes sombreros de plumas y botas altas de cuero, y van armados con las finas espadas roperas (o estoques) típicas de los aristócratas.
Los héroes de capa y espada no son bandoleros o piratas impenitentes, si bien algunos pueden haber provenido de tales contextos de mala reputación para luego alcanzar la redención. Típicamente, tiene por oponente a un villano cruel. Si bien el héroe puede enfrentarse contra varios secuaces del villano durante la historia, el clímax consiste en un dramático duelo de espadas entre el protagonista y el villano. Hay una larga lista de héroes de capa y espada que combinan coraje, habilidad, ingenio y un sentido distintivo del honor y la justicia, como por ejemplo Cyrano de Bergerac, Los tres mosqueteros, La pimpinela escarlata, Robin Hood, y el Zorro.
Como género de ficción histórica, las historias de este tipo a menudo se desarrollan en la era del renacimiento o en la de los cavaliers. Este tipo de personaje también se hizo común en el género cinematográfico, que expandió el género para abarcar también la edad de oro de la piratería. En tanto las historias de espadachines a menudo se mezclan con el género romántico, con frecuencia incluyen a una mujer hermosa y aristócrata a quien el héroe expresa un amor cortés y refinado. Asimismo, en tanto las tramas de estas historias se basan en intrigas que involucran a cardenales corruptos o a monarcas que son villanos maquinadores, los héroes pueden ser tentados por seductoras mujeres fatales o sensuales cortesanas.

## Antecedentes históricos
El término en inglés "swashbuckler" proviene de los bulliciosos peleadores que cargaban espada y broquel (en inglés, "buckler," un pequeño escudo). El término "swashbuckler" era un insulto, empleado para referirse a un mal espadachín que tapaba su falta de habilidad con la espada haciendo ruido, alardeos y reclamos bulliciosos. En la literatura, y luego en Hollywood, la connotación de la palabra se alteró para hacer referencia al héroe de la trama, un fanfarrón que si bien es bocón es también bueno.
Mientras que los hombres de armas y los mercenarios de la época usualmente tenían que usar armaduras por necesidad, sus contrapartes en la literatura y el cine románticos posteriores (ver más adelante) a menudo no lo hacían, y el término de "héroe de capa y espada" evolucionó hasta enfatizar un comportamiento atrevido y despreocupado, en lugar de asociarse simplemente con llevar armas o armadura. Las aventuras y romances de capa y espada se desarrollan generalmente en Europa, y comprenden épocas desde finales del renacimiento hasta la ilustración y las guerras napoleónicas, extendiéndose hasta la era colonial con las historias de piratas en el Caribe.

### Literatura
Jeffrey Richards rastrea el origen de la novela de capa y espada hasta el surgimiento del romanticismo y como una consecuencia de la novela histórica, en particular las de Sir Walter Scott, "... cuentos medievales de caballería, amor y aventuras redescubiertos en el siglo XVIII". Este tipo de novela histórica fue desarrollada aún más por Alejandro Dumas.
Con respecto al romance de capa y espada La flecha negra de Robert Louis Stevenson (1888), John Galsworthy afirmó que brindaba "una imagen más vívida de la época medieval de lo que recuerdo en otras obras de ficción". El prisionero de Zenda de Anthony Hope (1894), dio inicio a una subdivisión adicional de la novela de capa y espada, el romance ruritano.

### Teatro
El significativo y generalizado papel que tenía el uso de la espada en la sociedad civil y en la guerra durante los períodos del renacimiento y la ilustración, llevó a que la esgrima se representara en los teatros como parte de las obras. Pronto, se volvió común que se entrenara a los actores a esgrimir de manera entretenida y dramática. Eventualmente, la esgrima se convirtió en parte establecida de la formación actoral clásica.[cita requerida]

### Películas
Cuando las salas de cine se multiplicaron, actores ambiciosos que provenían del teatro aprovecharon la oportunidad para mostrar sus habilidades en la pantalla grande. Puesto que las películas mudas no eran un medio adecuado para tener diálogos largos, las historias clásicas sobre héroes que defendían su honor con espada en mano se simplificaron y la acción pura ganó prioridad. Este fue el nacimiento de un nuevo tipo de héroe cinematográfico: el espadachín extravagante. Para que los actores de Hollywood pudiesen representar a estos hábiles esgrimistas, se necesitaba entrenamiento avanzado con la espada. Cuatro de los instructores más famosos de espadachines fueron William Hobbs, Anthony De Longis, Bob Anderson y Peter Diamond.
Los exuberantes actos heroicos retratados en algunas aventuras de franquicias cinematográficas (de manera muy notable en las películas de Indiana Jones) ambientadas en la era moderna se han descrito como de capa y espada.

## Personajes
Entre los personajes famosos de la literatura de capa y espada y otros medios se incluyen los siguientes:[cita requerida]
- Doña María Teresa (Tessa) Alvarado / La Reina de Espadas

- Las novelas de D'Artagnan

- Don Diego de la Vega / el Zorro

- Robin Hood

- Jack Sparrow

- El gato con botas (en Shrek)

- Doctor Who

- Athos, Porthos y Aramis

- Hector Barbossa

- Cyrano de Bergerac

- Sir Percy Blakeney / La pimpinela escarlata

- Peter Blood

- John Carter de Marte

- Edmond Dantès (El Conde de Montecristo)

- Ivanhoe

- Indiana Jones

- Diego Alatriste

- Solomon Kane

- Khlit el cosaco

- Don Juan Tenorio

- Fandral

- Capitán Harlock

- Marco Del Monte

- Iñigo Montoya

- Hiraga Saito (de Zero no Tsukaima)

- Andre-Louis Moreau / Scaramouche

- Rudolf Rassendyll

- El temible pirata Roberts (de La princesa prometida)

- Emilio Roccanera (El corsario negro)

- Sandokan (El tigre de Malasia)

- Richard Sharpe

- Alan Breck Stuart (de Secuestrado)

- Dan Tempest (de The Buccaneers)

- Guybrush Threepwood

- Will Turner

- Elizabeth Swann

- Guillermo Tell

- Lara Croft

- Zuko

- Samurai Jack

- Jamie McCrimmon

- Quentin Durward

- Geralt de Rivia

- Han Solo

- Nathan Drake (personaje)

- Conan el bárbaro

## Adaptación al cine
En el cine, el género, además de la esgrima, siempre se ha caracterizado por influencias que se remontan a las historias de caballería de la Europa medieval, como las leyendas de Robin Hood y el Rey Arturo. Pronto, el cine creó sus propios esquemas basados en ejemplos clásicos como The Mark of Zorro (1920), The Three Musketeers (1921), Scaramouche (1923) y The Scarlet Pimpernel (1934). Algunas películas también utilizaron motivos tomados de las historias de piratas. Con frecuencia, estas películas eran adaptaciones de novelas históricas clásicas publicadas por autores de renombre como Alejandro Dumas, Rafael Sabatini, la baronesa Emma Orczy, Sir Walter Scott, Johnston McCulley o Edmond Rostand.
Las películas de capa y espada son uno de los géneros cinematográficos más extravagantes de Hollywood, muy diferentes del cinéma vérité o del cine realista moderno. El género atrajo a un gran público que disfrutaba de la combinación de aventuras escapistas, romance histórico y atrevidas acrobacias en los cinemas, antes de que se convirtiera en un elemento típico en las pantallas de televisión. Con el énfasis en la acción, la aventura y, en menor grado, en el romance, había poca preocupación por la precisión histórica. Los cineastas podían (y de hecho, solían) mezclar incidentes y eventos de diferentes épocas históricas.[cita requerida]
Como una primera variación de las películas de capa y espada clásicas, también ha habido mujeres espadachines. Maureen O'Hara en Against All Flags y Jean Peters en Anne of the Indies estuvieron entre las primeras heroínas del cine de acción. Con el tiempo, los motivos típicos del cine de capa y espada desaparecieron porque se habían mostrado con demasiada frecuencia en las pantallas de televisión. Películas posteriores como The Princess Bride, la serie Piratas del Caribe y La máscara del Zorro incluyen versiones modernas del arquetipo del espadachín extravagante.[cita requerida]

## Televisión
En la televisión el género siguió las pautas y motivos típicos de las películas, especialmente en el Reino Unido con Las aventuras de Robin Hood, Sword of Freedom, The Buccaneers y Guillermo Tell, series emitidas entre 1955 y 1960. La televisión estadounidense produjo dos series de Zorro en 1957 y 1990. Después de la película de 1998 La máscara del Zorro, en el año 2000 se emitió una serie de televisión sobre una espadachina, la Reina de Espadas.

## Actores
- Benoît-Constant Coquelin (1841-1909) fue un actor francés y "una de las más grandes figuras teatrales de la época".[13] Interpretó a Cyrano de Bergerac más de 400 veces y luego realizó una gira por América del Norte actuando el papel.
- A principios de 1883, James O'Neill (1847-1920) asumió el papel principal en "El Conde de Montecristo" en el Booth's Theatre de Nueva York. Su interpretación del papel causó sensación entre el público teatral y de inmediato se montó una compañía para llevar la obra de gira. O'Neill compró los derechos de la obra. "Montecristo" siguió siendo una obra favorita popular y continuaría haciendo su aparición en las giras con rigurosa regularidad. O'Neill habría de desempeñar este papel más de 6.000 veces.[cita requerida]
- E. H. Sothern (1859-1933) fue especialmente conocido por su interpretación heroica de Rudolph Rassendyl en la primera adaptación teatral de El prisionero de Zenda, que interpretó por primera vez en 1895[14] El papel lo convirtió en una estrella.
- Douglas Fairbanks (1883-1939) fue una estrella de cine de Hollywood de la era del cine mudo y fue ampliamente considerado como el predecesor de Errol Flynn.
- Errol Flynn (1909-1959) fue famoso por actuar el papel de aventurero que representaba la idea de Hollywood del espadachín, y lo hizo en películas como El Capitán Blood (1935), Las aventuras de Robin Hood (1938) y The Sea Hawk (1940).
- Burt Lancaster (1913–1994). Aunque fue un actor multifuncional exitoso en cualquier tipo de papel, dos películas de capa y espada en las que fue protagonista fueron El Halcón y la Flecha (1950) y The Crimson Pirate (1952).
- Mikhail Boyarsky (nacido en 1949), quien interpretó a d'Artagnan en d'Artagnan and Three Musketeers y sus cuatro secuelas, así como a otros personajes de espadachín en películas de aventuras históricas como Gardes-Marines, Ahead! ¡Viva Gardes-Marines!, Don César de Bazán, El Perro del Hortelano, El Prisionero del Castillo de If, la Reina Margot, entre otros.